# 阿尔内萨诺
阿尔内萨诺（義大利語：Arnesano），是意大利莱切省的一个市镇。总面积13平方公里，人口3929人，人口密度302.2人/平方公里（2009年）。ISTAT代码为075007。